# 霍氏櫛麗魚
霍氏櫛麗魚，為輻鰭魚綱鱸形目隆頭魚亞目慈鯛科的其中一種，分布於非洲坦干伊喀湖流域，體長可達20公分，棲息在中底層水域，生活習性不明，可作為食用魚。